# Apis mellifera ligustica
La abeja italiana (Apis mellifera ligustica) es una subespecie de abeja doméstica nativa de Italia desde el sur de los Alpes hasta el norte de Sicilia. 

## Origen
Es originaria de la parte continental del sur de los Alpes italianos hasta el norte de Sicilia. La subespecie puede haber sobrevivido la última edad de hielo en Italia tal como las subespecies genéticamente diferenciadas de la península ibérica y de la Isla de Sicilia. Es la de mayor distribución geográfica de todas las subespecies de Apis mellifera, por el aprecio que le tienen los apicultores, y ha demostrado adaptarse a la mayoría de los climas desde el subtropical al templado, aunque es menos satisfactorio su trabajo en las regiones tropicales húmedas. 
Las abejas italianas han evolucionado en el clima caluroso del mediterráneo; pueden soportar el duro invierno europeo y las frescas primaveras húmedas de las latitudes más al norte. Consumen buenas reservas en el invierno. La tendencia a criar tarde también en otoño aumenta el consumo de miel.

## Genética
La variación genética de las poblaciones de Italia continental Apis mellifera ligustica, y de Apis mellifera sicula de la abeja de Sicilia fue investigada genéticamente mediante marcas en el ADN mitocondrial. Apis mellifera ligustica tiene en su linaje dos componentes europeos (M y C), mientras que Apis mellifera sicula tiene un miotipo genético africano "linaje tipo A". Se comprobó el origen híbrido de ambas subespecies. 
Se consideraba que sólo la península ibérica fuera un refugio de las abejas de "linaje tipo M" durante la última edad de hielo en el cuaternario. Hoy sabemos que la península itálica desempeñó un papel similar. Junto con Apis mellifera macedonica, la abeja italiana es la representante del "linaje genético tipo C".

## Anatomía
El abdomen tiende a ser castaño y las rayas amarillas. Entre las coloraciones de las abejas italianas hay tres colores diferentes: castaño claro, amarillo (dorado) y amarillo muy claro con miembros y placa torácica de color negro o castaño rojizo en el caso Cardovan.  Son pequeñas de cuerpo y sus vellosidades son más cortas que en razas de la abeja melífera más oscuras como Apis mellifera mellifera. Longitud de la lengua: 6,3 a 6,6 mm; índice cubital: 2,2 a 2,5.

## Resistencia a enfermedades
No hay ninguna evidencia que Apis mellifera ligustica sea más resistente a ácaros u otras enfermedades que el resto de las subespecies. A. m. ligustica también parece ser menos tolerante a Nosema que Apis mellifera mellifera. Estas son incapaces de retener las heces en el intestino por periodos largos y requieren de frecuentes vuelos de evacuación o de limpieza si las comparamos con las abejas oscuras. Son afectadas por el ácaro Varroa destructor , parásitos, y enfermedades bacterianas (loque europea, loque americana, ascosferosis, parásitos traqueales, nosemosis y otras).

## Conducta
Aspectos beneficiosos
- Tienen una tasa de reproducción buena siendo muy prolíficas.
- Excelente comportamiento de limpieza (es un factor en la resistencia de la enfermedad).
- Propolización baja.
- Excelentes recolectoras.
- Buena construcción de panales de cera.
- Bajo nivel de enjambrazón.
- Especiales en áreas con el flujo de néctar continuo y el tiempo favorable a lo largo del verano.

Aspectos no beneficiosos
- Más propensas al pillaje que otras razas europeas.
- Como cría rápido tiene un consumo grande de miel  al final del invierno y principio de primavera; por ello si no dispone de alimento tiene un desarrollo primaveral lento o tardío
- Busca alimento a distancia menores que Apis mellifera carnica o Apis mellifera mellifera, y puede ser  menos eficaz en los flujos de néctar más pobres.
- Falta la habilidad de madurar la miel del brezo antes de sellar.
- No se comporta bien en regiones marítimas frescas.
- No se comporta bien en  áreas con flujo de néctar temprano de la primavera.
- No se comporta bien en periodos de néctar bajos en el verano.

## Carácter
La abeja italiana tiene un carácter muy apacible. Los híbridos con razas más oscuras pueden ser más agresivos.

## Distribución mundial
- 1814 se introdujeron en el Reino Unido
- 1839 se introdujeron en Nueva Zelanda
- 1853? se introdujeron en Alemania
- 1859 se introdujeron a Estados Unidos
- 1862 se introdujeron a Australia
- 1866 se introdujeron en el Imperio Ruso
- 1885 se introdujeron en la Isla del Canguro en Australia Sur.

En la provincia de Buenos Aires, Argentina, es la subespecie de ápido más abundante es estado salvaje, debido a la importación masiva de abejas reinas provenientes de Italia. Aunque se ha cruzado con otras subespecies, principalmente Apis mellifera mellifera, de origen alemán, y ésta ya no es pura.